# همت (رستاق)
همت (بالفارسية: همت) هي منطقة سكنية تقع في إيران في فارس. يقدر عدد سكانها بـ 110 نسمة .